# 紫云庵
紫云庵又名茅篷，原是黄山入口处的一座庙宇，在紫石峰麓，后依紫云岩。“茅篷”同时也是清代、民国直到1970年代沿用二百多年的地名，即今日黄山风景区的温泉景区。1950年代庙宇拆除，至1980年代“茅篷”地名逐渐弃用。

## 历史
这一区域原有一座著名寺庙，名为祥符寺。清乾隆五年（1740年），慈光寺下院祥符寺被桃花溪特大山洪冲毁。乾隆七年（1742年）夏初，相距仅二公里的慈光寺主持悟千在让位于大徒弟野云之后，来到距祥符寺旧址仅两三百米的地方，避开桃花溪激流，在人字瀑旁高约二十丈的紫云岩下，一块长约二十丈、宽约八丈的平地上，搭建半间茅房栖身苦修。 半片楠竹上手刻庙名“黄山一茅篷”。他劝走云游僧人，保住明朝万历年间歙县鲍正元和休宁丁自宣两位徽商施舍的这片土地，根据《天都同社规则》，永远属于慈光寺所有。
歙县潭渡村富商黄廷泗来山秋游，慷慨解囊，资助悟千清除淤泥，修复了被土石淤塞的汤泉。悟千登门归还余款，黄廷泗感其诚信，又加倍捐资，帮助悟千兴建庙宇。乾隆八年（1743年）动工，三年后，扩建成一厅三房的瓦房。以后又陆续扩建，学士张南华命名为“紫云庵”。
由于紫云庵地理位置优越，从这里开始进入景观集中区域，然后由此往返各处，而且自明代以来此处山道设施开发较早，又因此处属于歙县地界，徽商、宦绅和文人雅士常来游览，到乾隆末年时，香火兴盛，超过了慈光寺。悟千、野云、戒严三代师徒先后圆寂之后，紫云庵与慈光寺开始不再谦让，甚至发生两庙的僧人在小补桥争抢香客的事件。后经多方调解，双方达成协议，两庙都不准出庙接客，改为立碑指路，听客自主。
咸丰九年（1859年）九月，紫云庵遭兵火，大殿倒塌。同治三年(1864)，程恩税、蒋龙文重修。1920年代，慈光寺住持脱尘和尚趁紫云庵式微，兼任住持。
1930年代，黄山建设委员会成立，汤口至岩寺镇的公路和汤口至茅篷的汤茅公路陆续通车，私人别墅和新式旅社出现。
1955年春，人民政府拆除紫云庵，在其基址上建起黄山疗养院。